# 진재영
진재영(한국 한자: 陳在英,, 1977년 1월 15일 ~ )은 대한민국의 배우다.

## 학력
- 용산초등학교 (졸업)
- 용호여자중학교 (졸업)
- 부산문화여자고등학교 (졸업)

## 주요 출연작

### 영화
- 키스할까요? (1998년) ... 홍체리 역 (특별출연)
- 이프 (2000년) ... 오소영 역
- 색즉시공 (2002년) ... 김지원 역
- 낭만자객 (2003년) ... 향이 역

### 드라마
| 연도        | 방송 | 제목                | 역할   | 비고 |
| ----------- | ---- | ------------------- | ------ | ---- |
| 1995        | PSB  | 해풍                | 미순   |      |
| 1995        | KBS2 | 좋은 남자 좋은 여자 |        |      |
| 1996        | KBS2 | 파파                |        |      |
| 1997        | KBS2 | 파랑새는 있다       | 진소라 |      |
| 1997 ~ 1998 | MBC  | 레디 고!            | 주디   |      |
| 1997 ~ 1998 | KBS2 | 아무도 못말려       |        |      |
| 1999        | KBS2 | 어린 왕자           |        |      |
| 1999        | KBS2 | 마법의 성           |        |      |
| 2002        | MBC  | 위기의 남자         | 순옥   |      |
| 2004        | MBC  | 황태자의 첫사랑     | 이혜미 |      |
| 2008        | SBS  | 달콤한 나의 도시    | 하재인 |      |
| 2016        | tvN  | 안투라지            |        |      |

### 뮤직비디오
- 1997년 유승준 - 가위
- 2001년 쿨 - 아로하

### 텔레비전 광고
- 코리아나 화장품
- 부산우유
- 오리온 이츠
- 해태제과 갈아만든 사과
- 해태제과 리베
- 해태제과 아이비
- LG생활건강 더블리치

## 수상 및 후보
| 연도 | 시상식       | 부문            | 역할                           | 결과 |
| ---- | ------------ | --------------- | ------------------------------ | ---- |
| 1997 | KBS 연기대상 | 여자 신인상     | 파랑새는 있다                  | 후보 |
| 2008 | SBS 연예대상 | 베스트 팀워크상 | 일요일이 좋다- 골드미스가 간다 | 수상 |